# Conflitto angolare dell'ordine dorico

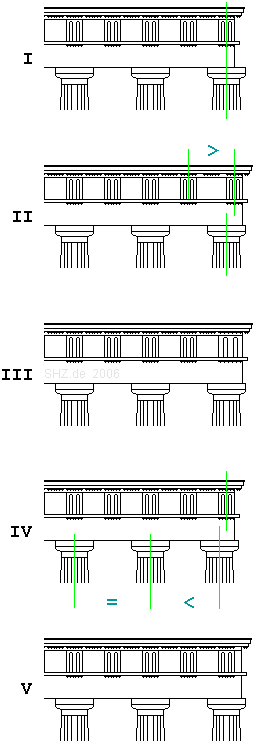
Soluzioni del conflitto angolare:
I legno
II arcaico
III triglifo d'angolo allargato
IV dorico classico
V dorico romano.

Il cosiddetto "problema dei triglifi d'angolo" (o "conflitto angolare dell'ordine dorico") è una questione architettonica la cui soluzione assillò gli architetti greci tra il VII e il VI secolo a.C.
Nei templi di ordine dorico, al di sopra del colonnato che circonda la cella (peristasi), si trova una trabeazione il cui fregio risulta composto da triglifi e metope in successione alternata: i primi, decorati da quattro scanalature verticali (due centrali e due laterali larghe metà delle centrali) al di sotto di un listello orizzontale, rappresentano le testate delle travi di copertura e sporgono leggermente, mentre le metope, ornate da motivi decorativi vegetali o figurati, dipinti o scolpiti a rilievo, rappresentavano le lastre, leggermente rientranti, che chiudevano gli spazi vuoti tra una trave e l'altra negli arcaici templi lignei.

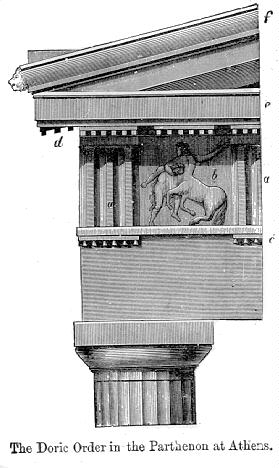
Trabeazione angolare del Partenone

A causa della loro origine i triglifi erano disposti in partenza sull'asse di ciascuna delle colonne; d'altra parte si riteneva necessario che in corrispondenza dell'angolo il fregio terminasse con un triglifo (pieno strutturale), e non con parte di una metopa (vuoto strutturale), che veniva ritenuta un elemento visivamente più debole.
Nel corso della storia dell'architettura greca furono elaborate diverse soluzioni a questo conflitto.

## Soluzioni arcaiche
Inizialmente il triglifo terminale del fregio, disposto sopra le colonne angolari, venne spostato verso l'esterno rispetto alla sua posizione teorica, comportando una maggiore larghezza dell'ultima metopa ad esso adiacente: le metope non presentavano pertanto tutte la medesima larghezza e questa disuguaglianza, piuttosto visibile, risultava esteticamente poco accettabile (fig. II). Di conseguenza si giunse alla soluzione di allargare anche la metopa precedente, in modo che la differenza di dimensioni, necessaria per spostare il triglifo, fosse gradualmente distribuito (circa 5 cm per metopa) e risultasse meno evidente. Meno diffusa era la soluzione in cui ad allargarsi era il triglifo d'angolo o anche, gradualmente quelli precedenti (fig. III).

## Soluzione classica
Veniva avvicinata la colonna d'angolo a quella adiacente (fig. IV): riducendo infatti la larghezza dell'ultimo intercolumnio (spazio tra due colonne), veniva ridotta anche la lunghezza complessiva del fregio e di conseguenza il triglifo concludeva il fregio in corrispondenza dell'angolo, senza che fosse necessario l'allargamento delle metope (contrazione semplice); nei templi più sofisticati l'avvicinamento veniva gradualmente sfumato da correzioni anche nell'intercolumnio precedente (contrazione doppia). Questa soluzione, a cui si potevano aggiungere altre correzioni ottiche, come il rafforzamento delle colonne angolari, realizzate con un diametro leggermente maggiore delle altre, o una loro leggera inclinazione verso l'interno, sottolineava i lati della facciata e le conferiva una maggiore compattezza. Talvolta i due metodi erano fusi con sottili variazioni di grande raffinatezza.

## Soluzione di Vitruvio
Nel suo trattato Vitruvio suggerisce una soluzione sconosciuta all'architettura greca che consiste nel lasciare inalterati gli intercolumni ed il succedersi di triglifi (perfettamente in asse) e metope, risolvendo il conflitto con una porzione di metopa posta in angolo. La grandezza della metopa posta in angolo era da ricollegare ad un calcolo ben preciso: (spessore architrave - larghezza triglifo)/2 (fig. V)

Si può leggere dal de Architettura (4, 3, 1-2)
1 Alcuni architetti antichi quali Arkesios, Pytheos, Hermogenes sostennero che non valeva la pena di costruire templi in stile dorico perché le loro proporzioni erano piene di difetti e disarmoniche.Hermogenes addirittura, pur avendo già pronto il materiale marmoreo per la realizzazione di un tempio dorico, cambiò progetto e utilizzò lo stesso materiale per costruire un tempio ionico a Libero Padre. Non si può tuttavia dire che l'aspetto di un tempio dorico sia pesante e privo di eleganza, ma piuttosto che si incontrano notevoli difficoltà se non ostacoli insuperabili nella disposizione armonica di triglifi e lacunari.

2. Infatti i triglifi devono esser disposti in corrispondenza dell'asse delle colonne e le metope che si trovano tra un triglifo e l'altro devono esser lunghe quanto alte. Ma sulle colonne angolari i triglifi vanno collocati sullo spigolo, e non sull'asse centrale dell'abaco; in tal caso le metope che si trovano più vicine ai triglifi angolari non sono quadrate, ma risultano più lunghe di una mezza lunghezza di triglifo. E coloro che vogliono ottenere delle metope di uguali dimensioni riducono lo spazio tra le colonne angolari di una misura uguale alla metà della base del triglifo. Ma questo espediente, usato sia per allungare il lato delle metope sia per ridurre lo spazio degli intercolumni, presenta degli inconvenienti. Per questo motivo gli antichi han preferito evitare nella costruzione dei templi il ricorso alla simmetria dorica.